# Raise Your Voice – Lebe deinen Traum
Raise Your Voice – Lebe deinen Traum ist ein US-amerikanisches Drama, welches im Jahr 2004 veröffentlicht wurde. Regisseur war Sean McNamara, die Hauptrollen wurden von Hilary Duff und Oliver James besetzt. Der Film erzählt von einem Teenager namens Terri, welche den Sommer über gegen den Willen ihres Vaters an einer Schule für Darstellende Künste in Los Angeles teilnimmt.

## Handlung
Terri liebt es zu singen. Sie lebt in einer amerikanischen Kleinstadt und träumt insgeheim von einer Karriere als Sängerin. Ihr älterer Bruder Paul ist ihre Inspiration in allem, was sie tut, und ihr bester Freund. Er unterstützt sie auch bei ihrem Wunsch, bei einer Gesangsakademie in L.A. einen Sommerworkshop mitzumachen. Deshalb gibt es Streit zwischen Paul und seinem Vater, da der Vater dagegen ist. Doch Paul, der bald auf die Uni geht, bittet seine Tante, dafür zu sorgen, dass Terri hingeht. Auf dem Weg nach Hause von einem Three-Days-Grace-Konzert, welches Terri mit ihrem Bruder als Überraschung für seinen Schulabschluss besucht hat, geraten sie in einen Autounfall, bei dem Paul ums Leben kommt. Während Terri um ihren Bruder trauert, bekommt sie eine Einladung zu dem Sommerworkshop. Doch ihr Vater ist immer noch dagegen, da er jetzt erst recht große Angst hat, auch sie zu verlieren. Allerdings will Terris Tante Nina das Versprechen halten, das sie Paul gab, und belügt zusammen mit der Mutter und Terri den Vater, dass Terri den Sommer bei ihr verbringt. Terri begibt sich auf den Weg nach Los Angeles und hat bald mit vielen Schwierigkeiten zu kämpfen. Die Ansprüche an die Schüler sind hoch, die Ausbildung sehr hart, ihre Mitstreiterinnen machen ihr mit Sticheleien und Eifersucht das Leben schwer und sie hat seit dem Unfall ein starkes Problem damit, auf einer Bühne zu singen, und quält sich mit Schuldgefühlen und Selbstvorwürfen. Da ihre Leistungen deutlich schlechter sind als vor dem Unfall, von dem die Lehrer nichts wissen, zeigt ihr ein Lehrer eine DVD, die ihn und die anderen davon überzeugt hat, dass sie Terri einladen sollen. Terri jedoch wusste nichts von einer DVD und stellt fest, dass ihr Bruder Paul sie eingeschickt hat. Terri ist geschockt und läuft aus dem Raum zu ihrem Zimmer, da sie sofort abreisen will. Doch ihr Mitschüler Jay schafft es, sie zum Bleiben zu bewegen. Die beiden kommen sich näher und Terri erzählt ihm von ihrem Bruder. Er versucht sie zu trösten und ihr Mut zu machen. Er wiederum erzählt ihr, dass er mit ihrer Mitschülerin Robin zusammen war, doch Schluss gemacht hat, sie aber nicht loslassen will. Die beiden verlieben sich ineinander und sind total glücklich. Doch als Terri auch noch ein Solo in einem Song bekommt, platzt Robin vor Neid und will sich Jay zurückholen. Sie küsst Jay in dem Moment, als Terri die Tür aufmacht. Terri ist geschockt, da sie Jay total vertraut hat, und will nicht mehr mit ihm reden, obwohl der versucht, ihr zu erklären, dass er das nicht wollte und dass er nichts von ihr will. Doch dann steht Jay betrunken vor ihrer Zimmertür und schwört ihr, dass nur sie ihm etwas bedeutet. Zusammen mit ihrer Zimmergenossin bringt sie ihn aufs Dach, damit niemand sieht, dass er getrunken hat, und bleibt dort, während er schläft. Als er am nächsten Morgen von ihr geweckt wird und sich noch mal entschuldigt, verzeiht sie ihm. Anschließend beschließen sie, den Song, den Terri für ihren Bruder geschrieben hat, einzustudieren. Denn wer am Ende die beste Musik macht, gewinnt ein Stipendium. Kurz vor ihrem gemeinsamen Auftritt merkt Terri, dass sie die Halskette ihres Bruders vergessen hat, und läuft in ihr Zimmer, um sie zu holen. Dort trifft sie auf ihren vor Wut schäumenden Vater, der beschlossen hat, sie sofort wieder mit nach Hause zu nehmen. In letzter Minute kann Terri ihn noch umstimmen. Auf der Bühne hört sie die Stimme ihres Bruders und verliert auch endlich ihre Angst. Gemeinsam mit Jay hat sie einen wundervollen Auftritt. Das Stipendium gewinnen sie nicht, sind aber trotzdem glücklich. Terris Eltern sind gerührt und ihr Vater gibt ihr die Erlaubnis, nächstes Jahr noch einmal bei dem Workshop teilzunehmen. Doch vor allem hat Terri endlich den Tod ihres Bruders verarbeitet und kann wieder das Mädchen von früher sein.

## Kritiken
Das Lexikon des internationalen Films zitierte aus dem Film-Dienst, der Film sei ein „altbacken inszeniertes Teenager-Drama mit sentimentalem Musical-Touch, das oberflächlich unterhält“.

## Auszeichnungen
Hilary Duff gewann 2005 einen Blimp Award bei den Kids’ Choice Awards.